# Micropentila bunyoro
Micropentila bunyoro är en fjärilsart som beskrevs av Henry Stempffer och Bennett 1965. Micropentila bunyoro ingår i släktet Micropentila och familjen juvelvingar. IUCN kategoriserar arten globalt som otillräckligt studerad. Inga underarter finns listade i Catalogue of Life.